# Dravci
Dravci este o localitate din comuna Videm, Slovenia, cu o populație de 58 de locuitori.